# Mémorial de guerre de la ville de Portsmouth
Le mémorial de guerre de la ville de Portsmouth (en anglais : City of Portsmouth War Memorial), également appelé mémorial de guerre de Guildhall Square ( Guildhall Square War Memorial), est un mémorial de la Première Guerre mondiale situé à Guildhall Square, dans le centre de Portsmouth, dans le Hampshire, sur la côte sud de l'Angleterre.
Portsmouth était et reste un port qui abrite un important chantier naval. Le chantier naval et les forces armées ont fourni une grande partie de l'emploi dans la région au début du XXe siècle. À ce titre, la ville a subi des pertes importantes lors de la Première Guerre mondiale.
Le monument est l'œuvre des architectes James Glen Sivewright Gibson (en) et Walter Gordon, avec des éléments sculpturaux de Charles Sargeant Jagger (en), à partir d'un concours ouvert.
Le mémorial est globalement de forme semi-circulaire (exèdre) avec des panneaux de bronze fixés au mur qui énumèrent les noms des morts de la ville. Au centre se trouve un cénotaphe décoré de scènes de guerre et surmonté d'une urne.
Le prince Arthur a inauguré le mémorial le 19 octobre 1921, peu avant son achèvement.
Les noms des victimes de la Seconde Guerre mondiale et un monument consacré à ce conflit ont été ajoutés au XXIe siècle.
Le mémorial est un bâtiment classé grade II*.

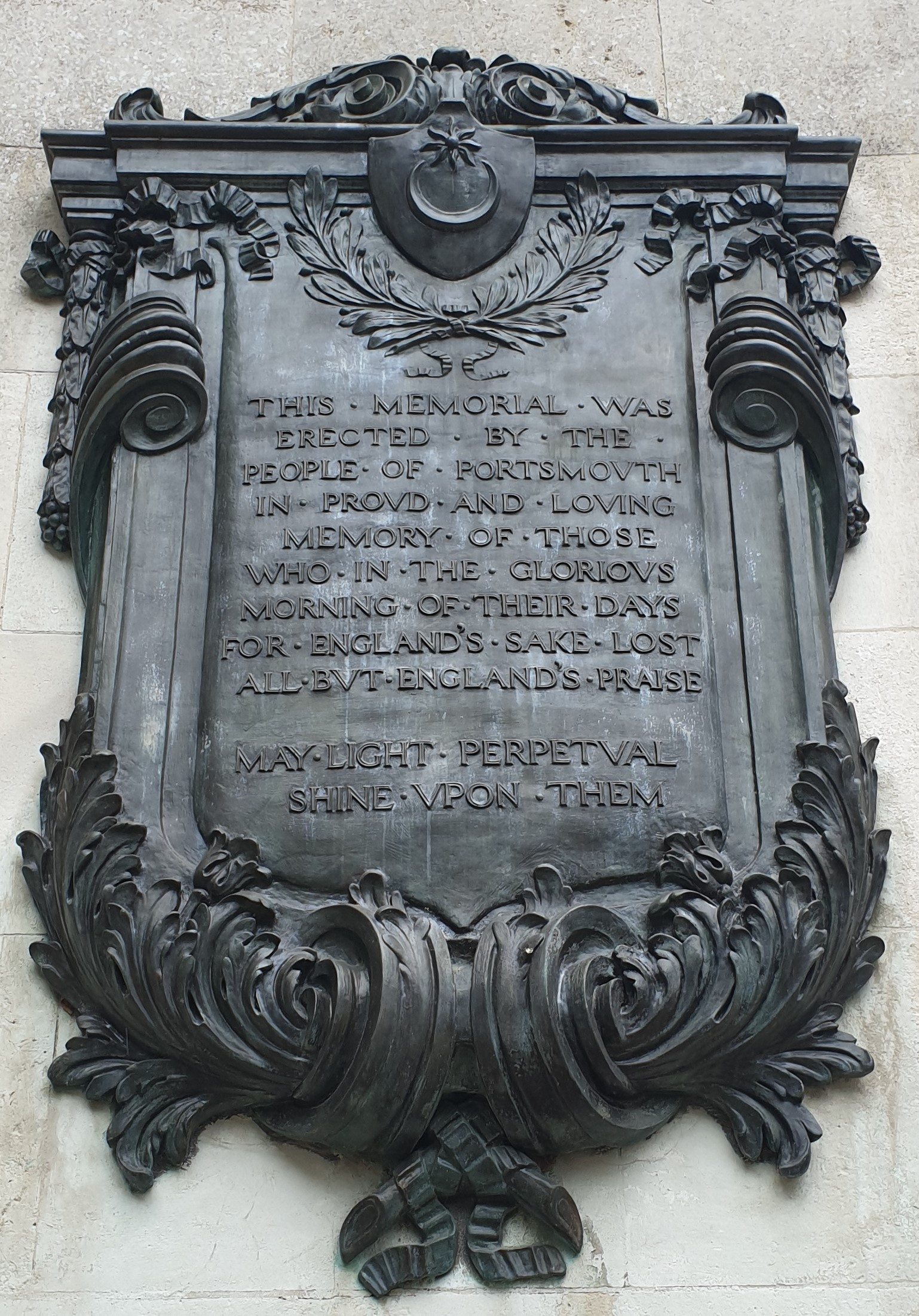
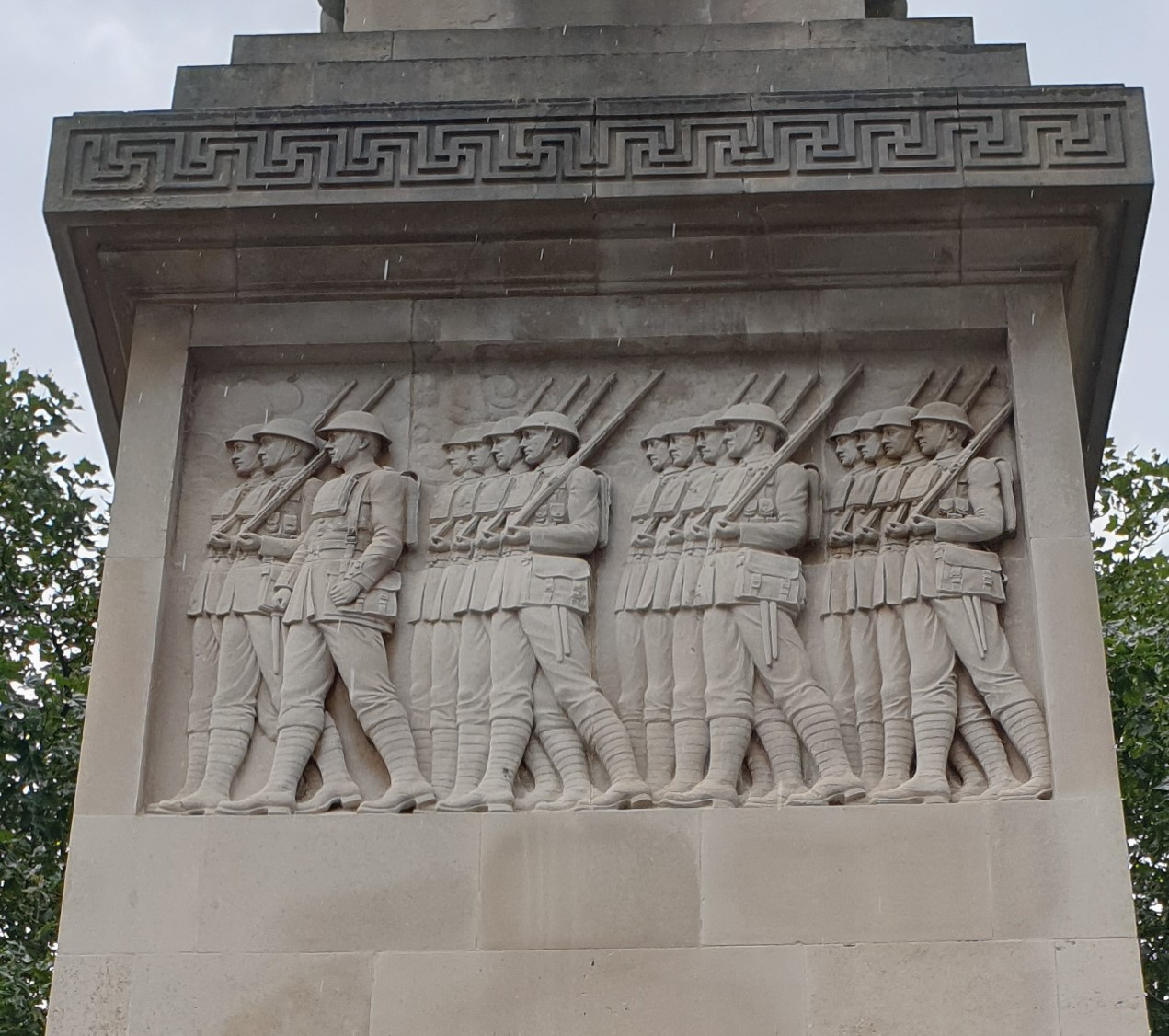
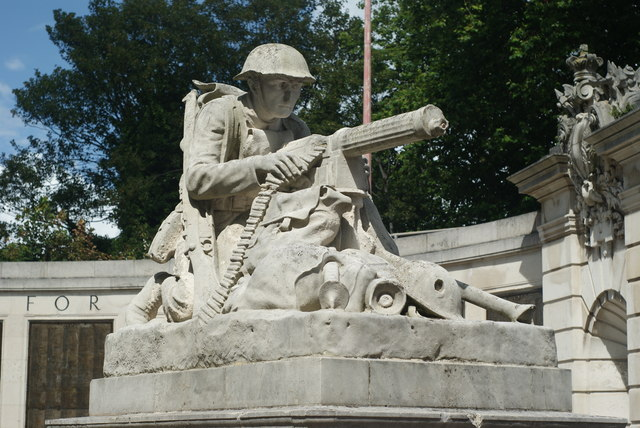
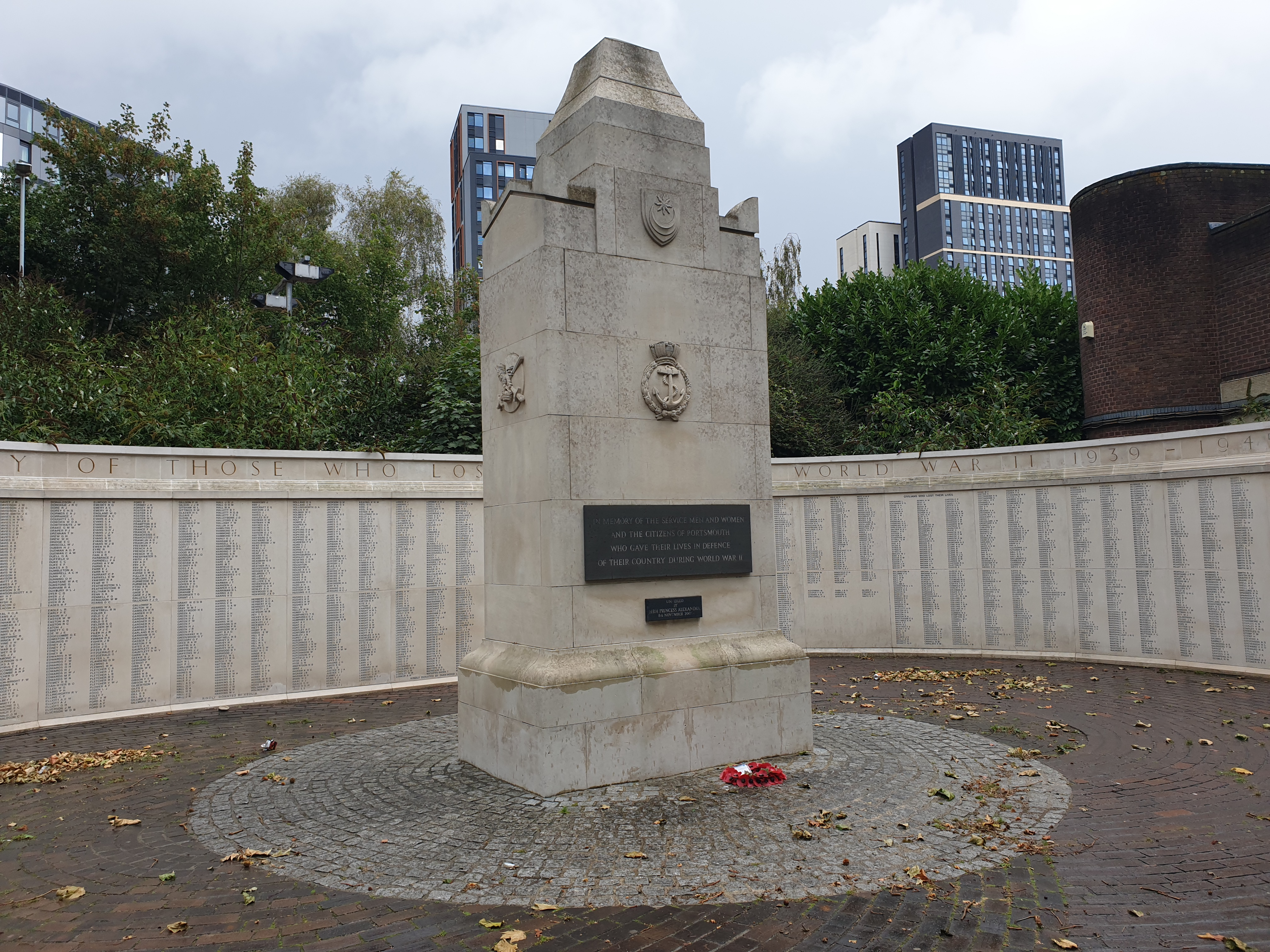